# Metropolregion Kuala Lumpur

Satellitenbild der Metropolregion

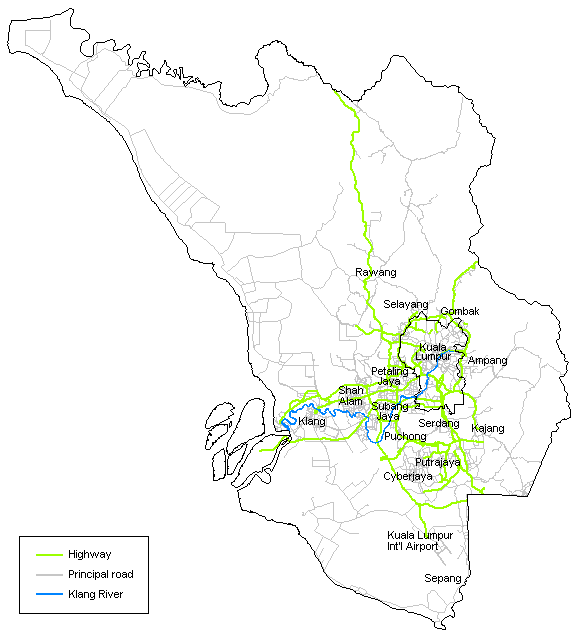
Klangtal mit Metropolregion

Die Metropolregion Kuala Lumpur ist eine Metropolregion in Malaysia rund um die Stadt Kuala Lumpur. Es wird als ein Gebiet definiert, das von 14 Gemeinden um Kuala Lumpur als zentralem Wirtschaftsraum umgeben ist. Jedes der Gemeindegebiete wird von separaten lokalen Behörden verwaltet. Die Region befindet sich innerhalb des größeren Klangtals (englisch: Klang Valley), welches häufig mit der Metropolregion Kuala Lumpur gleichgesetzt wird, jedoch noch weitere Flächen enthält. In der Metropolregion Kuala Lumpur lebten bei der Volkszählung 2020 knapp acht Millionen Menschen, was knapp ein Drittel der Bevölkerung Malaysia war. Die Region bildet das größte Wirtschaftszentrum des Landes und ist die Primatstadt Malaysias.

## Geschichte
Kuala Lumpur wurde 1896 zur Hauptstadt der Föderierten Malaiischen Staaten erklärt. Nach der Unabhängigkeit Malaysias von dem Britischen Weltreich wurde Kuala Lumpur 1974 zu einem eigenen Bundesterritorium und von dem Staat Selangor getrennt. Mit der Industrialisierung der Nation entstanden, wuchsen und expandieren immer mehr Vorstädte rund um die Hauptstadt und die Region Kuala Lumpur entwickelte sich in Richtung einer Megastadt. 1995 wurde die Planstadt Putrajaya im Süden von Kuala Lumpur zur Entlastung der Hauptstadt gegründet, welche seitdem als Regierungssitz Malaysias fungiert.

## Zusammensetzung
Folgende Gemeinden bilden die Metropolregion:
| Bundesstaat     | Gemeinde       | Ortschaften |
| --------------- | -------------- | --- |
| Kuala Lumpur    | Kuala Lumpur   | - Kuala Lumpur Innenstadt - Maluri und Cheras - Kepong - Segambut (Mont Kiara, TTDI, Damansara Heights) - Sentul, Batu und Titiwangsa - Setapak/Wangsa Maju - Setiawangsa und Ampang Hilir - Lembah Pantai, Mid Valley City und Bangsar - Jalan Klang Lama und OUG - Bandar Tasik Selatan und Salak South - Sri Petaling - Bukit Jalil und Sungai Besi |
| Selangor        | Shah Alam      | - Shah Alam - Batu Tiga - Sungai Buloh einschl. Kwasa Damansara und Elmina - Kota Kemuning - Subang (Sultan Abdul Aziz Shah Airport ) - Setia Alam - Putra Heights (Westen) |
| Selangor        | Kajang         | - Kajang - Semenyih - Balakong - Bandar Baru Bangi und Bangi Lama - Beranang (Eco Majestic) - Broga - Hulu Langat |
| Selangor        | Subang Jaya    | - Subang Jaya - Sunway Pyramid - Puchong und Bandar Kinrara - Seri Kembangan - Batu Tiga (teilweise) |
| Selangor        | Klang          | - Klang - Port Klang - Pandamaran - Johan Setia - Kapar - Kota Kemuning (teilweise) - Meru - Pulau Indah - Pulau Ketam |
| Selangor        | Petaling Jaya  | - Petaling Jaya - Kelana Jaya - Ara Damansara - Damansara einschl. Bandar Utama - Sungai Buloh einschl. Kota Damansara und Bandar Sri Damansara |
| Selangor        | Selayang       | - Selayang and Bandar Baru Selayang - Gombak - Batu Caves - Rawang - Kuang - Batu Arang - Kundang - Kepong (teilweise) - Genting Sempah |
| Selangor        | Ampang Jaya    | - Ampang - Pandan Indah - Pandan Jaya - Ulu Klang - Melawati - Klang Gates Dam |
| Selangor        | Sepang         | - Kuala Lumpur International Airport - Cyberjaya - Salak Tinggi/Kota Warisan - Dengkil - Sepang town - Sungai Pelek - Tanjong Sepat |
| Selangor        | Kuala Langat   | - Banting - Teluk Panglima Garang - Jugra - Morib - Bandar Saujana Putra - Carey Island |
| Selangor        | Kuala Selangor | - Kuala Selangor - Tanjung Karang - Puncak Alam - Bukit Cherakah - Ijok - Jeram |
| Selangor        | Hulu Selangor  | - Kuala Kubu Bharu - Ampang Pechah - Serendah - Batang Kali - Resorts World Genting (teilweise) - Bukit Beruntung |
| Putrajaya       | Putrajaya      | - Putrajaya |
| Negeri Sembilan | Seremban       | - Seremban - Nilai - Mantin - Labu, Tiroi und Bandar Enstek - Senawang und Sungai Gadut - Rantau einschl. Bandar Sri Sendayan - Lenggeng |
| Negeri Sembilan | Port Dickson   | - Port Dickson - Lukut - Linggi |
| Pahang          | Bentong        | - Bentong - Resorts World Genting - Genting Sempah - Karak - Lurah Bilut |

## Verkehr
Mit dem Klang Valley Integrated Transit System besteht ein integriertes Verkehrssystem für die Region, mit Bus- und Bahnverbindungen. Der wichtigste Hafen des Landes befindet sich in Port Klang an der Küste von Selangor, westlich von Kuala Lumpur. Der Flughafen Kuala Lumpur befindet sich im Süden und ist mit dem KLIA Ekspres mit Kuala Lumpur verbunden.

## Bilder

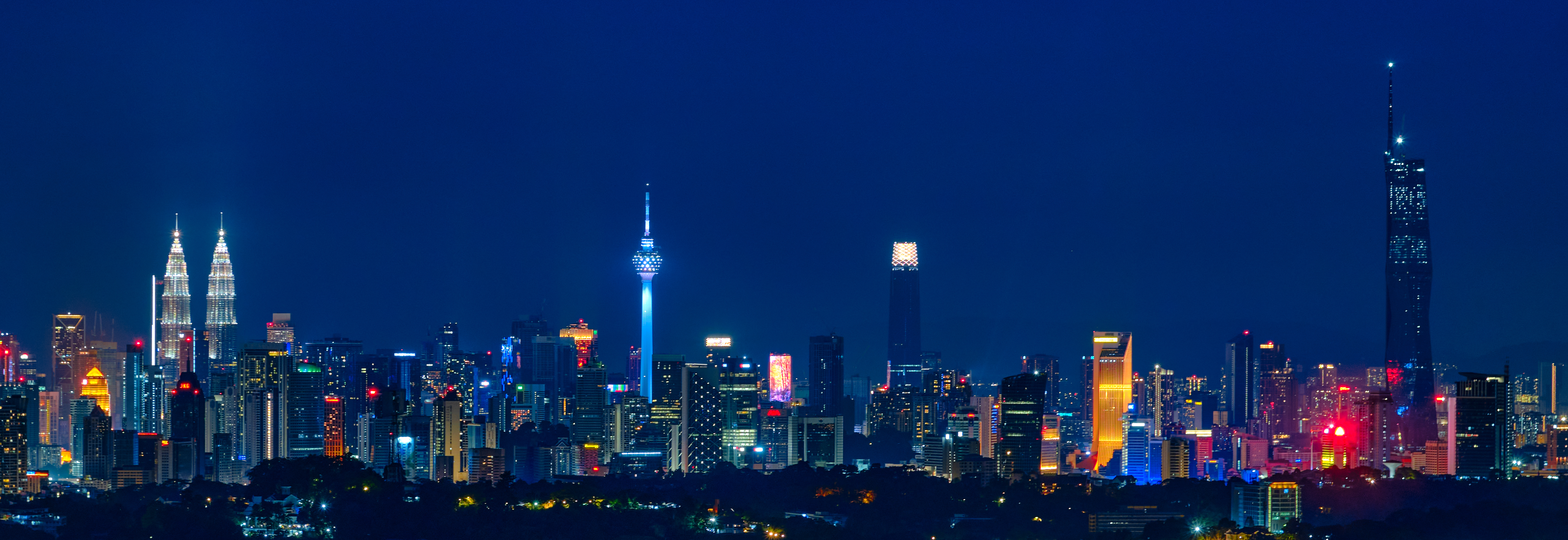
Kuala Lumpur
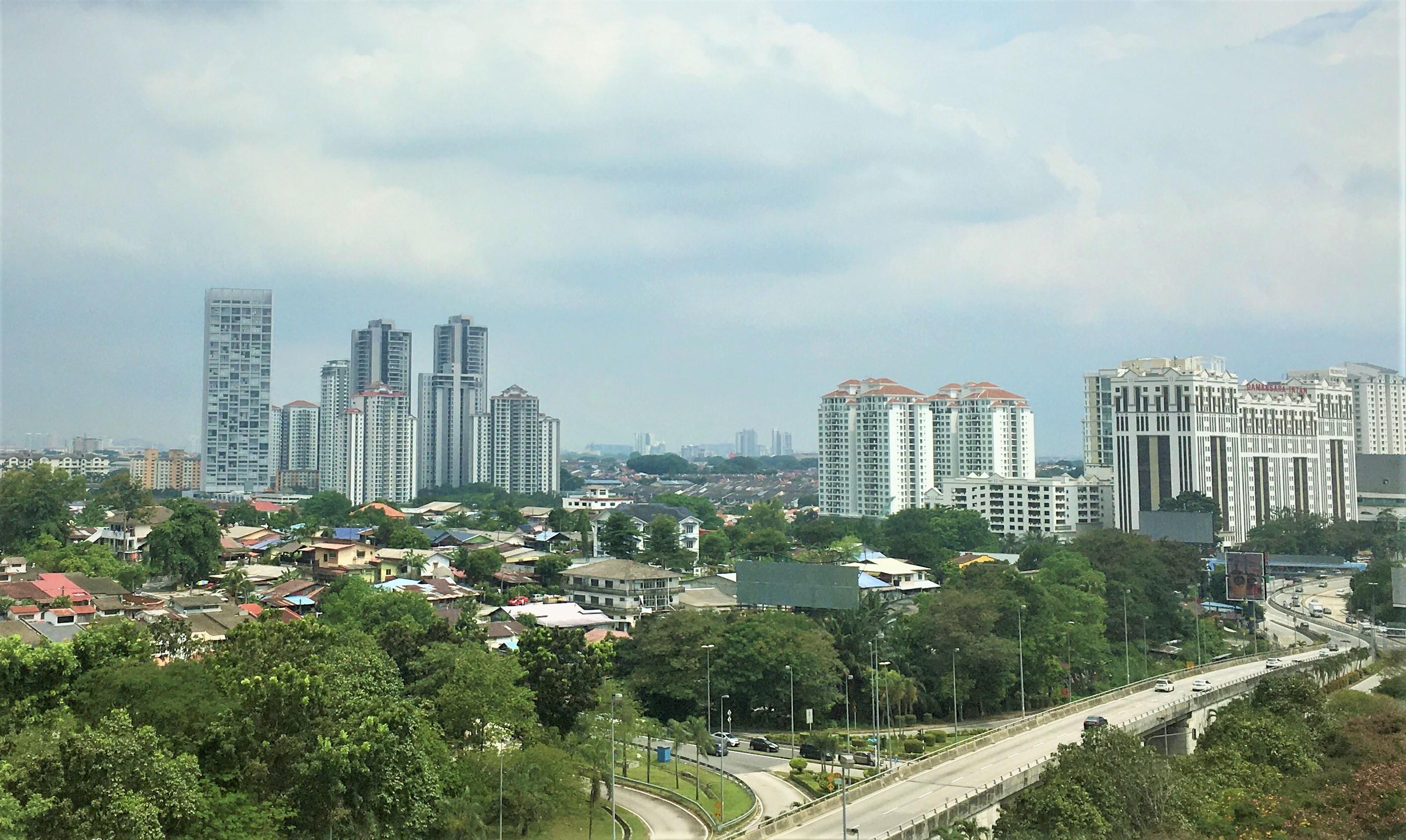
Petaling Jaya
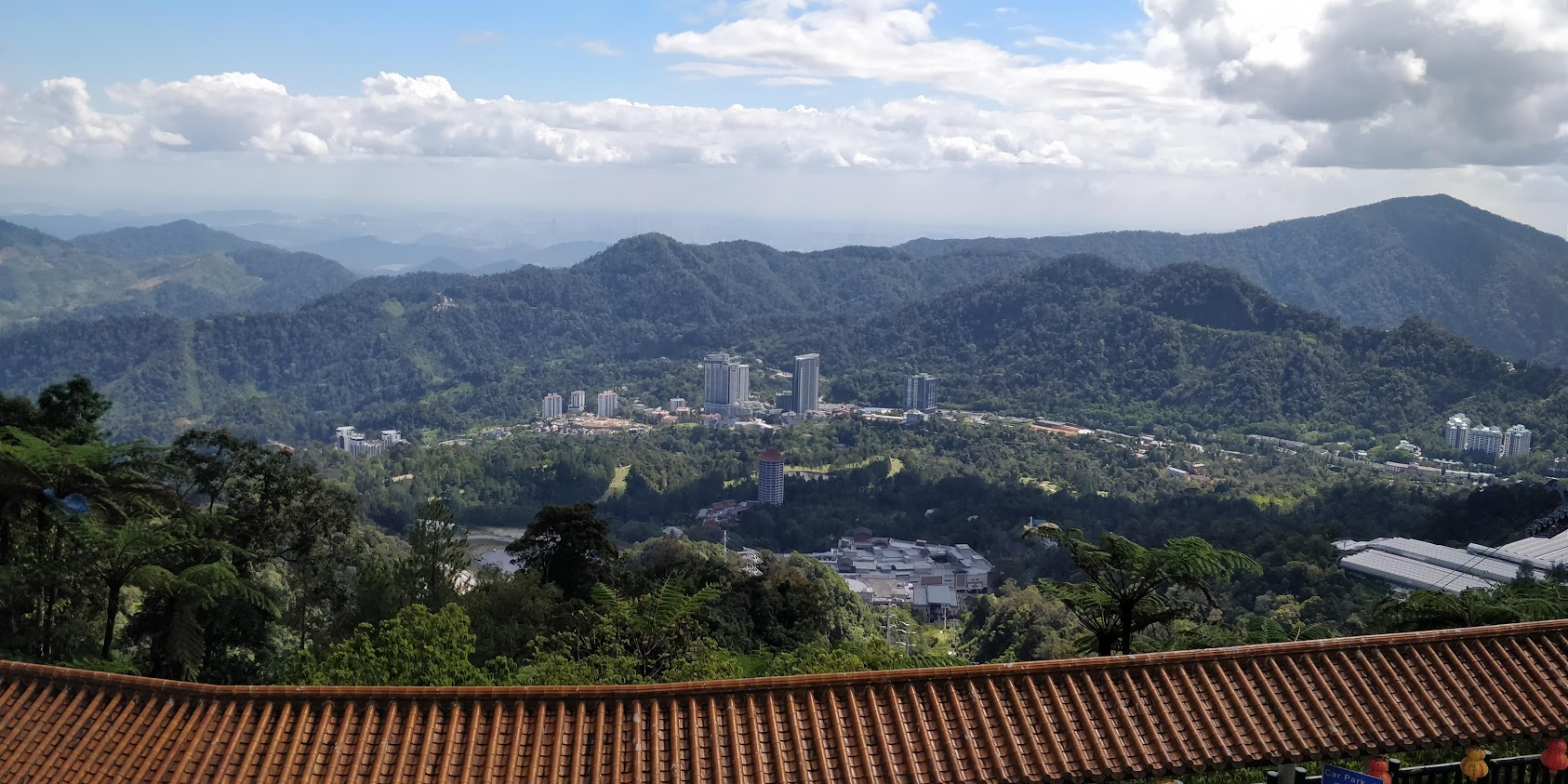
Genting Highlands
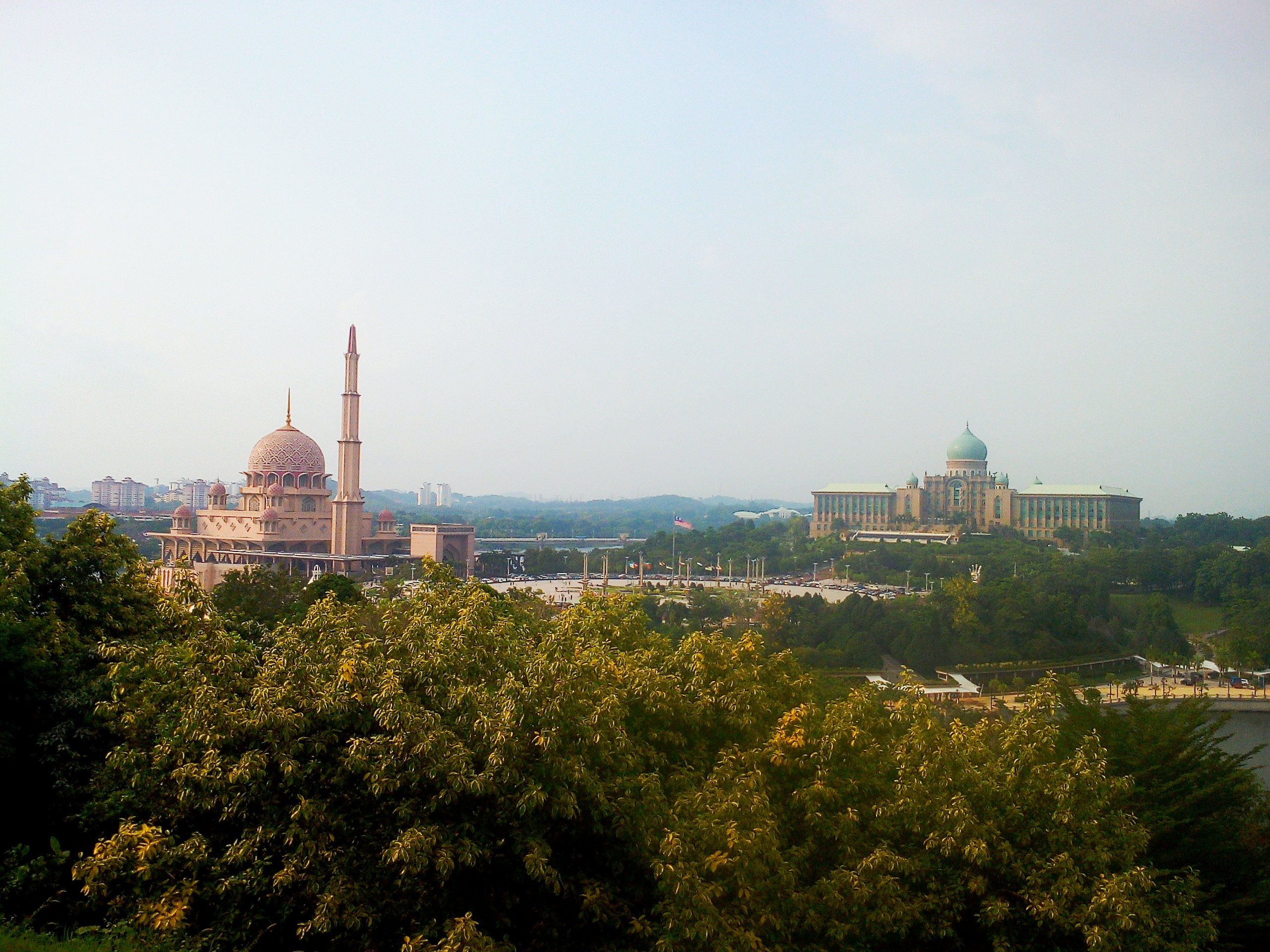
Putrajaya
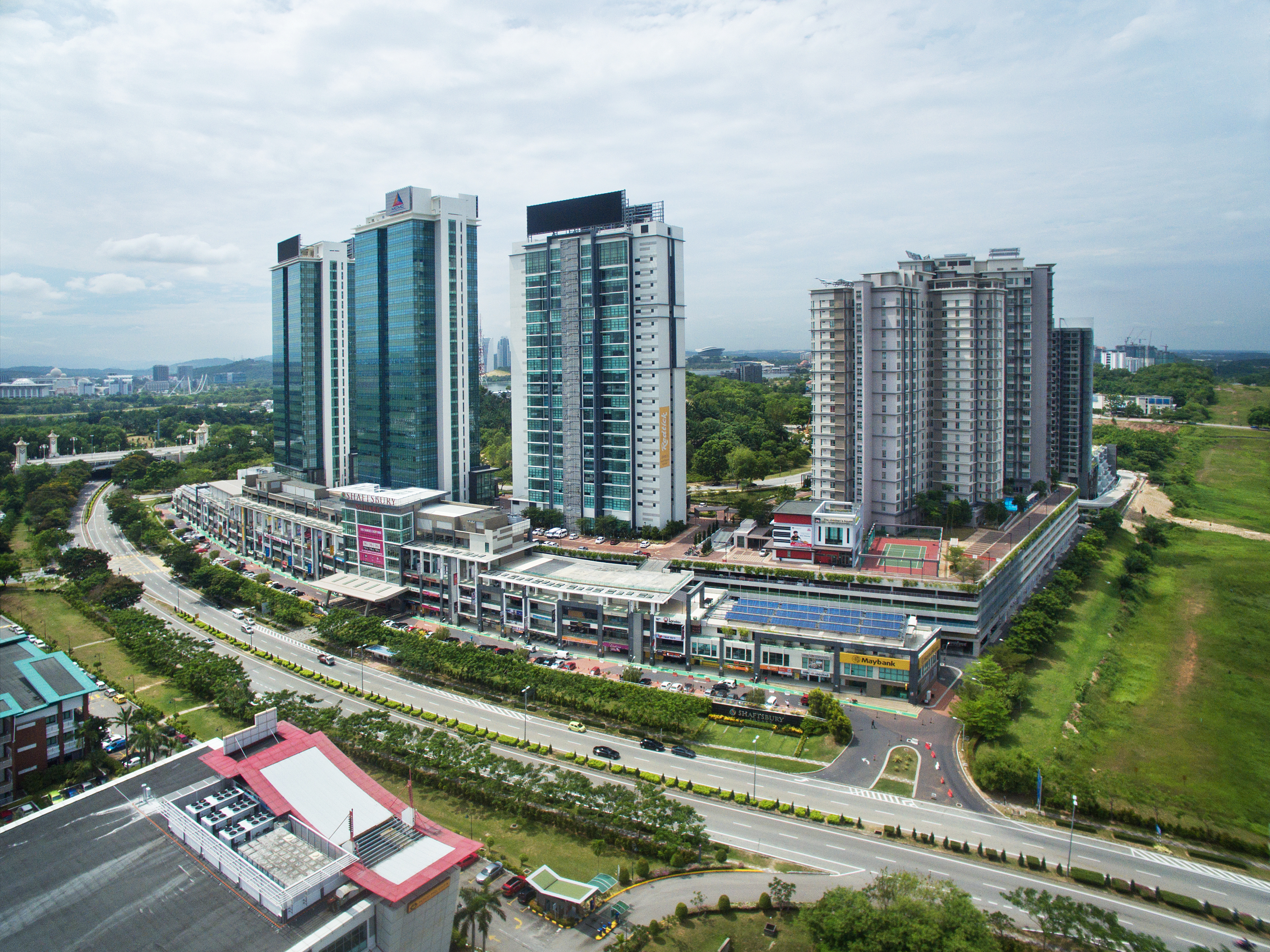
Cyberjaya
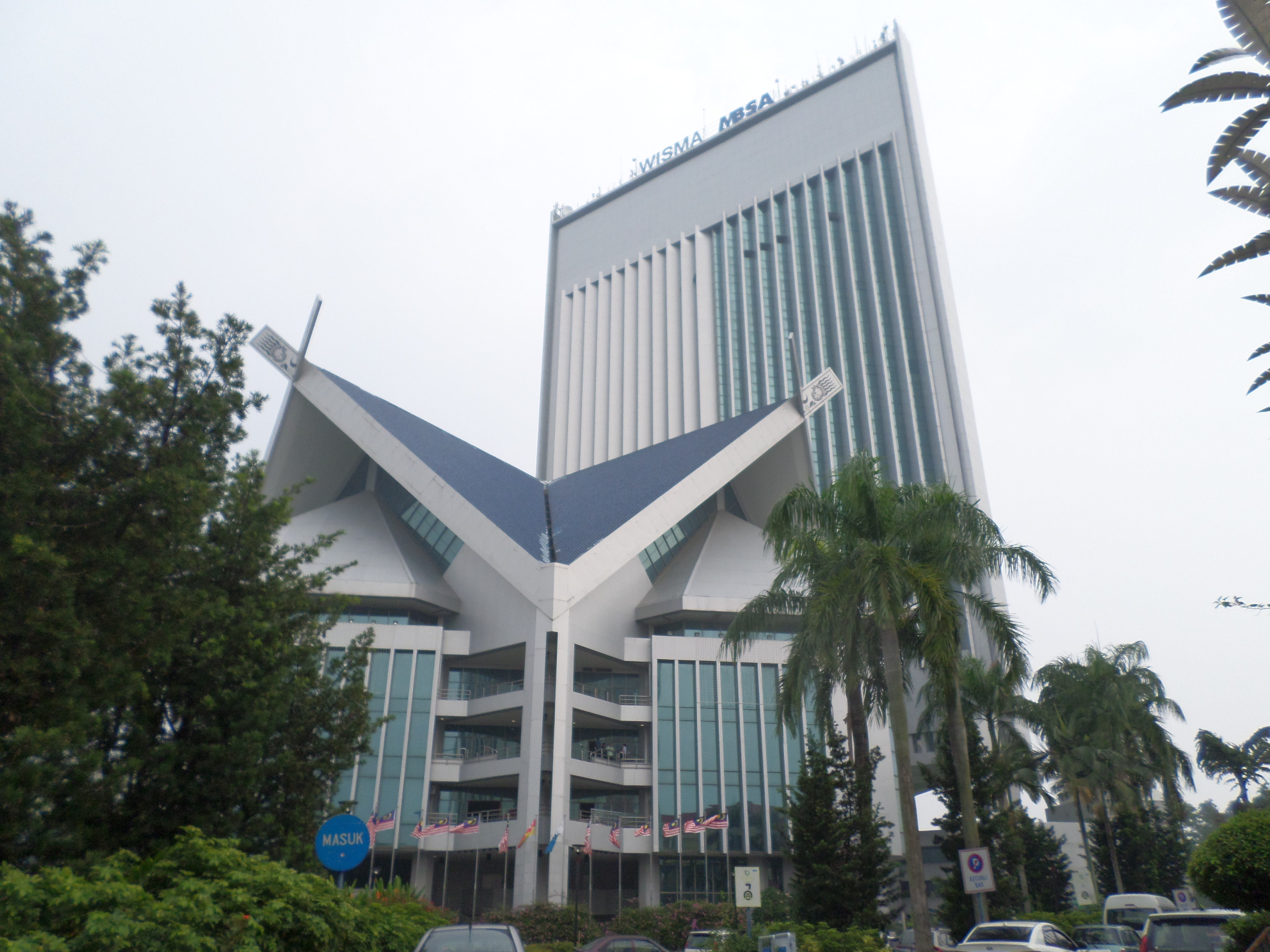
Shah Alam